# Guiga Peixoto
José Guilherme Negrão Peixoto (Tatuí, 13 de novembro de 1961), é um administrador e político brasileiro, filiado ao Partido Social Cristão (PSC). Nas eleições de 2018, foi eleito deputado federal por São Paulo.

## Biografia
Guiga Peixoto, formou-se no curso de Administração na Faculdade de Ciências Contábeis de Itapetininga no ano de 1984. Em 2011, concluiu um MBA em gestão empresarial pela Faculdade de Ensino Superior Santa Bárbara.

### Vida política
Concorreu ao cargo de prefeito na eleição municipal de Tatuí 2016, resultando na terceira colocação obtendo 11.464 ( 19,99% dos votos validos). 
Concorreu ao cargo de deputado federal por São Paulo em 2018 pelo Partido Social Liberal. Foi eleito após conquistar 31.718 votos. Em julho de 2019, votou de maneira favorável a Reforma da Previdência proposta pelo governo de Bolsonaro.